# GNU Hurd
GNU Hurd je operační systém, náhrada unixového jádra, kolekce serverů běžících na mikrojádru GNU Mach. Tyto servery Hurdu přidávají další schopnosti jako je souborový systém, síť atd. Akronym Hurd znamená Hird of Unix-Replacing Daemons a akronym Hird znamená Hurd of Interfaces Representing Depth.

## Historie
Hurd vznikl jako operační systém GNU, je součástí Projektu GNU a jde o svobodný software šířený pod licencí GPL. Hurd se snaží překonat Unix ve funkcionalitě, bezpečnosti a stabilitě a zároveň s ním zůstat kompatibilní. Toho je dosaženo tím, že se Hurd řídí specifikací POSIX.
Jde o operační systém, který je v současné době vystavěn okolo aktuálního mikrojádra GNU Mach. GNU Mach je odvozen od mikrojádra Mach 4.

## Architektura

Zleva obecná struktura monolitického jádra, mikrojádra a hybridního jádra operačního systému.

Na rozdíl od většiny Unixu-podobných jader, Hurd používá architekturu klient–server, postavenou na mikrokernelu, který je zodpovědný jen za poskytování nejzákladnějších jaderných služeb — koordinaci přístupu k hardware: jednotky CPU (prostřednictvím meziprocesové komunikace a plánování procesů), RAM (přes správu paměti), a další různé vstupně/výstupní zařízení (pomocí vstupně/výstupního plánování), pro zvuk, grafiku, velkokapacitní paměťová zařízení atd. Princip mikrokernelu teoreticky umožňuje, aby všechny ovladače, které mohou být postaveny jako servery (též démoni), pracovaly v uživatelském prostoru, ale dnes většina ovladačů tohoto typu jsou již obsaženy v jaderném prostoru GNU Machu. Bezpečnost je v jádře GNU Hurd zajištěna použitím tzv. Identity-based access control (IBAC).
Podle vývojářů Hurdu je hlavní výhodou designu založeném na mikrokernelu možnost rozšíření systému: vývoj nového modulu nevyžaduje hlubší znalosti o zbytku jádra a chyby v jednom modulu nevedou ke zhroucení celého systému. Hurd také poskytuje koncept "translators", framework modulů použitých k rozšíření funkčnosti systému souborů.

## Současný stav
Hurd je stále ve vývoji (dosud nebyla vydána žádná verze označená jako stabilní), ale existuje uživatelská testovací verze GNU Hurd 0.9 (Debian GNU/Hurd z června 2023), pod kterou lze provozovat grafické prostředí X Window Server a Apache Web Server.
K 3. červenci 2024 dokáže Debian GNU/Hurd zkompilovat přibližně 71 % balíčků Debianu. Od předchozího vydání Debianu GNU/Hurd se výrazně zlepšila jeho podpora základní 32-bitové procesorové architektury (x86). Jeho mikrojádro GNU/Mach nyní experimentálně podporuje symetrický multiprocessing (SMP) a také kompilátor programovacího jazyka Rust. Dále je posun ve verzích pro 64-bitové architektury x86-64 a ARM64, na kterých se také pracuje. Vývojáři Hurdu také pokračují v práci na podpoře větší operační paměti a také dalších moderních programovacích jazyků.
Slabší podpora hardware a ovladačů, je zčásti také zodpovědná za výkonnostní problémy. Výkonnost Debian GNU/Hurd z dubna 2015 je většinou stejná nebo o jednotky procent nižší než Debian GNU/Linux 8.1, s výjimkou benchmarku testujícího zápis do cache. Je to způsobeno tím, že GNU Hurd zatím není hotový, a to je také důvod, proč se používají jiná svobodná jádra – Linux, Linux-libre, FreeBSD, NetBSD, DragonFly BSD, OpenBSD, MINIX 3, Redox a další.

## Distribuce založené na GNU/Hurd
- Debian GNU/Hurd
- Arch GNU/Hurd
- NIXOS

#### GNU
- (anglicky) Domovská stránka jádra GNU/Hurd
- (anglicky) Novinky GNU/Hurd, RSS
- (anglicky) GNU Hurd ported to AArch64, and more Hurd news - osnews.com

#### Debian
- Debian GNU/Hurd port
- Debian GNU/Hurd – download

#### Arch
- Arch GNU/Hurd port
- Arch GNU/Hurd – download

#### Historie
- (česky) GNU/Hurd Archivováno 24. 9. 2015 na Wayback Machine.

#### GNU Hurd
- (česky) Vše je jenom Linux: GNU/Hurd - www.root.cz
- (česky) Vše je jenom Linux: GNU/Hurd (2) - www.root.cz
- (česky) GNU/Hurd 2013 - www.linuxexpres.cz
- (česky) Veselé Vánoce přeje GNU Hurd 0.9, GNU Mach 1.8 a GNU MIG 1.8 - prosinec 2016

#### Hardwarová kompatibilita
- (anglicky) GNU/Hurd Hardware Compatibility Guide

#### Rozdíly a výhody GNU Hurd
- (anglicky) Some technical advantages of the Hurd
- (anglicky) Glibc 2.28 Upstream Will Build/Run Cleanly On GNU Hurd